# 豊岡村 (愛知県宝飯郡)
豊岡村（とよおかむら）は、愛知県宝飯郡にかつて存在した村。
現在の蒲郡市の一部（豊岡町・五井町・平田町など）に該当する。

## 歴史
- 1878年（明治11年） - 東牧山村と西牧山村が合併し、牧山村となる。
- 1889年（明治22年）10月1日 - 五井村、牧山村、平田村が合併し、豊岡村が発足。
- 1906年（明治39年）7月1日 - 蒲郡町、静里村、神ノ郷村と合併し、蒲郡町発足[1]。同日豊岡村は廃止。

## 教育
- 豊岡尋常小学校（現・蒲郡市立蒲郡東部小学校）